# Maurus von Trauner
Maurus von Trauner OSB (* 1624; † 7. August 1670 in Regensburg) war ein deutscher Benediktiner in Kloster Prüfening und später Abt in Kloster Frauenzell.

## Biografie
Maurus von Trauner stammte aus dem Geschlecht der Edlen von Trauner. Er hatte im Kloster Prüfening bei Regensburg die Profess abgelegt (1745) und hatte hier das Amt des Priors bekleidet.
Am 10. September 1658 wurde Maurus von Trauner zum Abt in Frauenzell postuliert, nachdem sich die dortigen Konventualen nach dem Amtsverzicht von Abt Placidus Hoertinger zunächst lange nicht auf einen Nachfolger geeinigt und in den eigenen Reihen offenbar keinen geeigneten Kandidaten gefunden hatte. Bereits am folgenden Tag erfolgte die Bestätigung der Wahl des neuen Abtes durch den Regensburger Bischof Franz Wilhelm Graf von Wartenberg und seine Benediktion. Unter Abt Maurus von Trauner kam es zu einer religiösen Erneuerung des Klosters in Frauenzell und zu einer Verbesserung der wirtschaftlichen Verhältnisse. Diese Konsolidierung verdankte sich der klugen und sparsamen Wirtschaftsführung des Abtes, dem Erwerb der benachbarten Hofmark Altenthann (1664) und einem günstigen Vergleich in einem bereits lange dauernden Rechtsstreit mit den Herren von Brennberg um Besitzungen und Rechte des Klosters.
Abt Maurus von Trainer starb am 7. August 1670 im Alter von 46 Jahren im Regensburger Kloster Sankt Emmeram, wohin er sich in einer schwereren Erkrankung zur Genesung begeben hatte (zu den Konventualen dieses Klosters gehörte mit dem Prior und späteren Abt Ignaz von Trauner ein Verwandter von Abt Maurus). Der Leichnam wurde in der Klosterkirche Frauenzell bestattet. Sein Grabstein, der Abriss und Neubau von Kloster und Kirche im 18. Jahrhundert überstanden hat, befindet sich heute im Kreuzgang des ehemaligen Klosters.